# Mielichhoferia brachyclada
Mielichhoferia brachyclada là một loài Rêu trong họ Bryaceae. Loài này được (Broth.) A.J. Shaw & H.A. Crum mô tả khoa học đầu tiên năm 1984.